# 보이존
보이존(Boyzone)은 1990년대에 인기를 누린 아일랜드의 보이 밴드이다. 웨스트라이프의 매니저로 잘 알려진 루이 월시에 의해 1993년 결성되었다.
1996년 1월 27일 데뷔앨범 《Said and Done》이 발매되었고, 영국 음반 차트 1위를 기록했다. 1998년에는 2집이 발매되었다.
그들은 아일랜드와 영국에서 큰 성공을 거두었으며, 영국 싱글 차트에서 거둔 6장의 넘버원 싱글로 유럽과 아시아 지역에서 조금씩의 차이는 있으나 큰 인기를 누렸다.
자세한 내용은 알 수 없으나, 보이존은 위와 같은 인기와 명성에도 불구하고 아일랜드 방송 협회(RTÉ)의 음악차트 프로그램 《The Late Late Show》로부터 혹평을 받기도 하였다.

1999년부터 히트곡 모음집 등 4장의 편집앨범을 발매했으며, 2000년 활동을 중단했다가 2008년 재결성되었다. 가장 최근 발매된 앨범은 2013년에 발표한 《BZ20》이다.
이들은 2007년까지 1천 5백만 장 이상의 음반 판매고를 올리고 있다.